# 臼杵市立下北小学校
臼杵市立下北小学校（うすきしりつ しもきたしょうがっこう）は、大分県臼杵市大字稲田にある公立小学校。

## 概要
臼杵市中心部から北西に位置し、大分県道205号臼杵坂ノ市線沿いにある。校区内には臼杵神社や臼塚古墳がある。

## 通学区域
大字井村、大字稲田、大字藤河内、大字大野（堂籠、友田、芝尾崎、高倉）、大字岳谷（松ヶ岳）

## アクセス
- 鉄道：JR九州日豊本線熊崎駅より車で約5分[2]

## 進学先中学校
- 臼杵市立北中学校